# Spomenik Rihardu Jakopiču v Tivoliju
Spomenik Rihardu Jakopiču v Tivoliju je delo kiparja Bojana Kunaverja iz let 1970-72, nahaja se ob robu parka Tivoli, med Tivolsko cesto in železniško progo v Ljubljani.

## Pomen in status spomenika
Kip je javni spomenik s statusom registrirane dediščine in je uvrščen med spominske objekte in kraje. Gre za celopostavni kip slikarja Riharda Jakopiča s paleto v roki.

## Zgodovina
Bojan Kunaver je kip ustvarjal od leta 1970 do leta 1972, postavili pa so ga leta 1975.
Spomenik stoji blizu mesta, kjer je nekoč stal Jakopičev paviljon, prvo stalno umetnostno razstavišče v Ljubljani. Paviljon je bil zgrajen leta 1909 po načrtih arhitekta Maksa Fabianija, pobudnik in plačnik konstrukcije pa je bil sam Rihard Jakopič. Kljub protestom javnosti so paviljon pozneje porušili zaradi prestavitve železniške proge.
Dve leti pred odkritjem spomenika je kipar Bojan Kunaver razstavil 3,14 metra visok model Jakopičevega kipa najprej pred Narodno galerijo in nato v Tivoliju. Iz izjav v knjigi vtisov je možno razbrati, da je kip na obiskovalce naredil velik vtis. Ker se pri občini akcija za postavitev spomenika ni premaknila nikamor, je skupina somišljenikov 9. aprila 1973 ustanovila Društvo prijateljev spomina Riharda Jakopiča. Zadali so si nalogo, da trideseto obletnico Jakopičeve smrti proslavijo s postavitvijo že izdelanega spomenika. Društvo je zaprosilo za odobritev lokacije pred Narodno galerijo, vendar je ravnateljica temu odločno nasprotovala, zato so kip postavili na današnjo lokacijo.

## Opis spomenika
Slikar se ozira navzgor, proti nebu, v svoji levi roki drži paleto, z desno roko pa se nervozno grabi za brado. Kip stoji na kamnitem podstavku, na katerem je še bronasti podstavek, iz katerega raste telo slikarja. Kip je masiven in nekoliko večji od naravne velikosti. Površina kipa je nekoliko nedovršena, ni zglajena, ampak je nemirno valovita, pri modulaciji rok in glave pa je bil kipar nekoliko bolj natančen. Kip združuje impresionistične (prelivajoča se površina kipa, ki veča svetlobni odboj) in ekspresionistične elemente (diagonalni zagon kipa, ki je zaustavljen v drži glave), ki so bili značilni za dela upodobljenega slikarja.

## Napisi na spomeniku
Na kipu lahko najdemo dva napisa. Na sprednji strani kamnitega podstavka, na katerem stoji kip, je z veliki tiskanimi črkami iz kovine, ki rahlo izstopajo iz kamna, zapisan priimek upodobljenca. Drugi napis je na spodnjem robu kipa. Gre za podpis avtorja z velikimi tiskanimi črkami in izpis letnic, ko je Kunaver kip ustvarjal (1970–72).